# Xénospingue uniforme
Xenospingus concolor
Genre
Espèce
Statut de conservation UICN

 NT  : Quasi menacé
Le Xénospingue uniforme (Xenospingus concolor) est une espèce de passereau de la famille des Thraupidae. C'est la seule espèce du genre Xenospingus.

## Description
Il mesure 15 cm de long. Il a une longue queue. Son bec et ses pattes sont jaunes.

## Répartition et habitat
On le trouve au Pérou et dans le nord du Chili. Il vit dans des zones ripariennes contenant les plantes suivantes :  Prosopis, Arundo donax, Tessaria.

## Alimentation
Il se nourrit d'insectes, de graines et de fruits. 

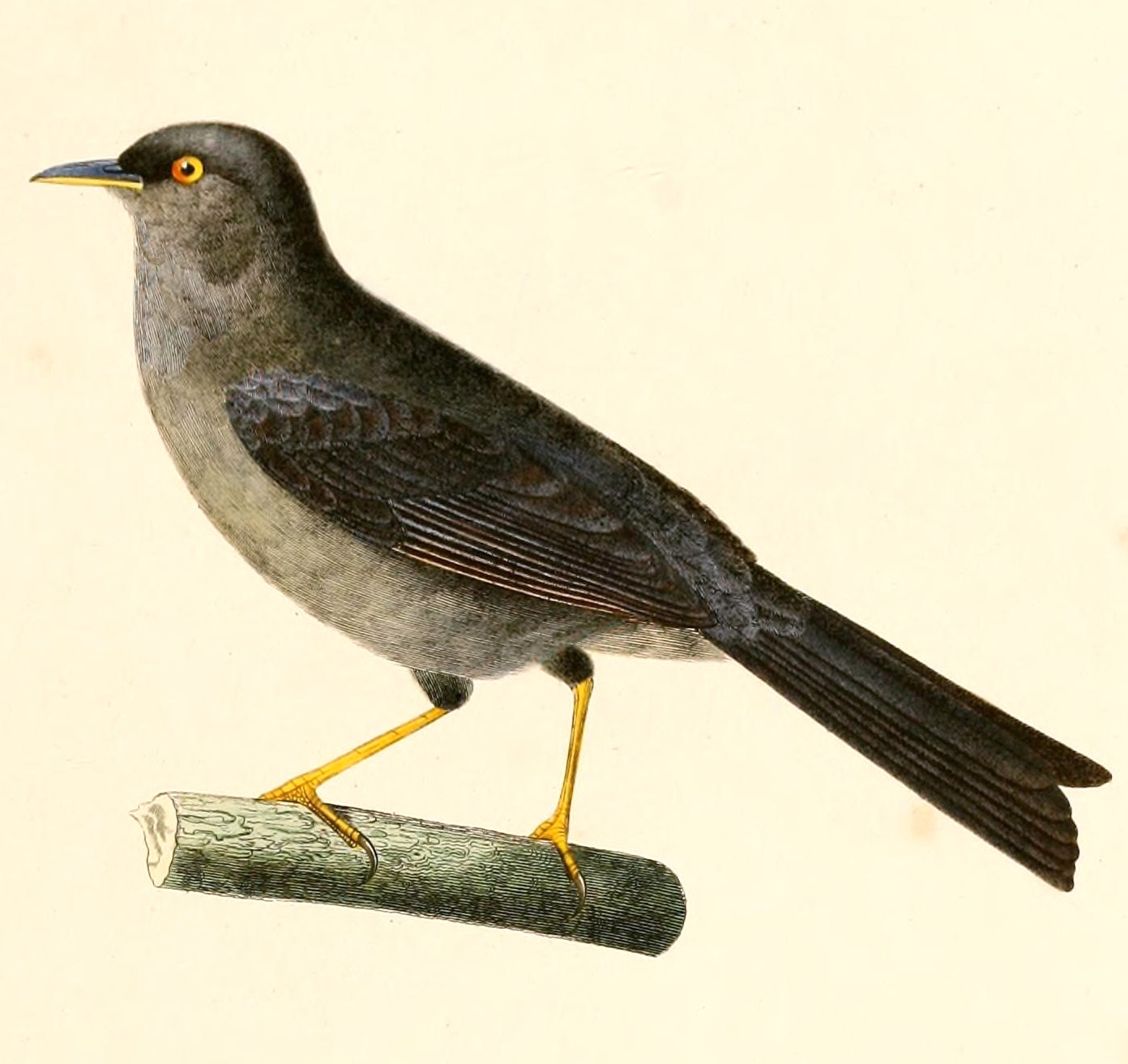

### GenreXenospingus
- (en) Congrès ornithologique international : Xenospingus concolor dans l'ordre Passeriformes (consulté le 5 juin 2015)
- (en) Zoonomen Nomenclature Resource (Alan P. Peterson) : Xenospingus  dans Thraupidae
- (en) Catalogue of Life : Xenospingus Cabanis, 1867 (consulté le 11 décembre 2020)
- (fr + en) ITIS : Xenospingus  Cabanis, 1867
- (en) Animal Diversity Web : Xenospingus
- (en) UICN : taxon  Xenospingus  (consulté le 7 janvier 2023)

### EspèceXenospingus concolor
- (en) Zoonomen Nomenclature Resource (Alan P. Peterson) : Xenospingus concolor  dans Thraupidae
- (en) Catalogue of Life : Xenospingus concolor (d'Orbigny & Lafresnaye, 1837) (consulté le 17 décembre 2020)
- (fr + en) ITIS : Xenospingus concolor  (Orbigny et Lafresnaye, 1837)
- (en) Animal Diversity Web : Xenospingus concolor
- (en) UICN : espèce Xenospingus concolor (Orbigny et Lafresnaye, 1837) (consulté le 5 juin 2015)

1. 1 2 3  UICN, consulté lors d'une mise à jour du lien externe.